# Nieuwenroy

Kasteel Nieuwenroy bij Oudheusden, Roelant Roghman

Nieuwenroy of Nijenrode is de naam van een verdwenen kasteel in Oudheusden
Reeds eerder moet er in Oudheusden een kasteel hebben gestaan dat in 1202 werd verwoest. We moeten hierbij aan een motteburcht denken. De locatie van dit kasteel is niet bekend. De verwoesting hield verband met een veldtocht van een Brabants coalitieleger tegen Gelre en Holland. Hierbij werden zowel de Graaf van Holland als de Hertog van Gelre vastgenomen. Mogelijk heeft de heer van Heusden partij gekozen voor de tegenstanders van de Brabantse hertog, reden waarom het kasteel werd verwoest.
Het latere, middeleeuwse, kasteel werd in 1332 vermeld als het kasteel van Heusden in de parochie van Oudheusden. Het werd bewoond door een zijtak van de heren van Heusden, die sinds het einde van de 13e eeuw bekendstond als de familie Van Oudheusden. In 1498 werd het de kern van nieuwe heerlijkheid Oudheusden, Elshout en Hulten, doordat de bewoner, Jan van Oudheusden Woutersz., thesaurier van Holland, de lage, middelbare en hogere heerlijke rechten kocht van Filips de Schone.
In 1579 werd het kasteel door de Heusdenaren in brand gestoken maar het werd weer herbouwd. Het kasteel is in de 17e eeuw nog getekend door Roelant Roghman. Afbraak volgde in 1851. Slechts een poortgebouw uit 1688, dienstdoende als hoeve, bleef bestaan totdat ook dit omstreeks 1954 werd gesloopt ten behoeve van nieuwbouw. Het was gelegen aan de Rembrandstraat, waar zich nu een school bevindt die nog de naam van het kasteel draagt. Voorts herinnert de Kasteellaan nog aan het eens aanwezige kasteel.

## Externe bron
- Artikel van Bas Aarts in Brabants Heem, 1996, jaargang 47
- Dit kasteel op de website Nederlandse Middeleeuwse Kastelen, Kastelen in Nederland

Aldendriel · Asten · Barendonk · De Blauwe Kamer · Blokhuis te Leensel · Blokhuis te Liessel · Blokhuis op Ter Vloet · Bokhoven · Bouvigne · Bronkhorst · Boxmeer · Breda · Kasteel Croy · Cranendonck · De Donk (Someren) · Dommelrode · Dussen · Eckart · Eikenlust · Emmaus · Eymerick · Frisselstein · Gageldonk · Geldrop · Gemert · Groot Kasteel · Klein Kasteel · Groenendaal · De Hattert · Heeswijk · Heeze · Helmond · Henkenshage · Hooghuis op de Schouw · De Laar · Loon op Zand · Markiezenhof · Het Makken · Maurick · Meeuwen · Mierlo · Muggenheuvel · Nemerlaer · Nieuw-Herlaar · Nieuwenroy · Oijen · Onsenoort · Het Oortje · Oud Beijsterveld · Oud-Herlaar · 't Oude Huys · Rijswijk · Seldensate · Slotjes van Oosterhout · Soeterbeek · Stakenborch · Stapelen · Strijdhoef · Strijen · Tilburg · Paleis-Raadhuis · Tongelaar · Walstein · Wamberg · Het Witte Kasteel · Wouw · Zuidewijn · Zwijnsbergen